# Armin Frauenschuh
Armin Frauenschuh (* 1973 in Mondsee, Oberösterreich) ist ein österreichischer ehemaliger Tänzer und jetziger Tanzpädagoge und Ballettmeister.

## Leben
Frauenschuh wurde an der Ballettschule des Salzburger Landestheaters und an der Staatsoper Hamburg ausgebildet. Danach ging er an die Dresdner Semperoper, wo er von Vladimir Derevianko zum Solisten ernannt wurde. Dort blieb er dreizehn Jahre.
Danach wechselte er an die Oper Chemnitz zu Lode Devos. Dort leitete er auch die Ballettschule und arbeitete sowohl als choreografischer Assistent als auch als Trainingsleiter. In Dessau wirkte er am Anhaltischen Theater als Ballettmeister und Organisator der Kompanie und von 2014 bis 2019 war er Assistent des Ballettdirektors Robert Conn und Zweiter Ballettmeister am Theater Augsburg.
Im Oktober 2019 wechselte Frauenschuh an die Dresden Frankfurt Dance Company als Produktionsleiter, Disponent und Tourmanager nach Frankfurt.
Er arbeitete mit vielen namhaften Choreografen wie John Neumeier, William Forsythe und Uwe Scholz. Während seiner aktiven Zeit wirkte er in über 50 Produktionen des klassischen und zeitgenössischen Repertoires mit.